# Panthères FC
Panthères FC (auch Panthères de Djougou oder Panthères FC Djougou) ist ein beninischer Fußballverein aus Djougou, Département Donga. Gegründet wurde der Club im Jahr 1988. Mit Stand Februar 2023 spielt er im Championnat National du Benin, der ersten Liga des Landes, und trägt seine Heimspiele im Stade Municipal de Djougou aus, das 3400 Plätze umfasst.

## Bekannte Spieler
Die Spieler kamen wenigstens einmal für die Nationalmannschaft zum Einsatz:
- Souraka Mamam (* 1997)
- Séïdath Tchomogo (* 1985)